# Postversuchssiedlung
Die Postversuchssiedlung, offiziell Versuchssiedlung des Bayerischen Post- und Telegraphenverbandes ist eine Wohnsiedlung im Münchner Stadtteil Neuhausen.

## Geschichte

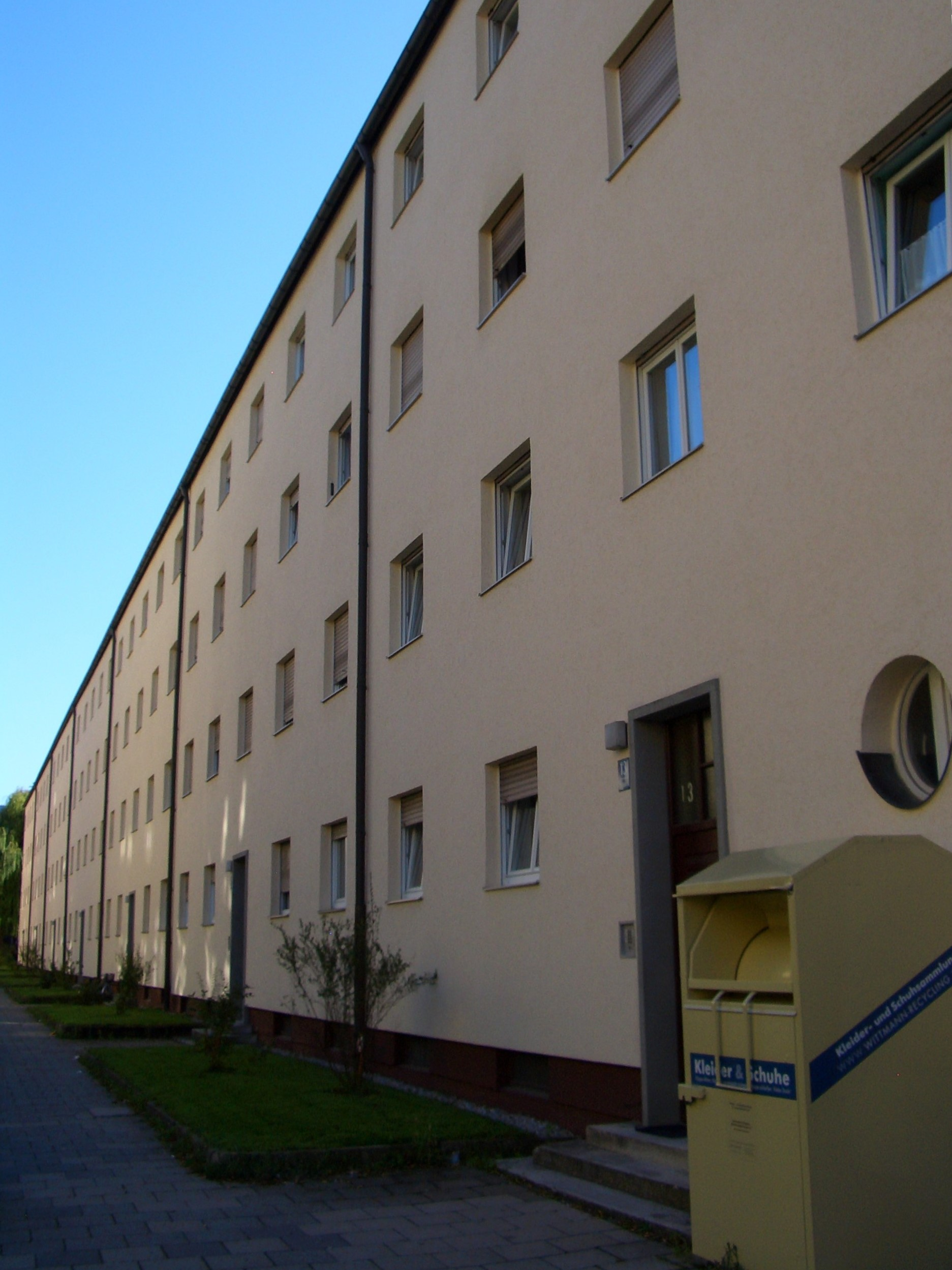
Häuserzeile im Osten

In den Jahren 1928/29 wurde die Siedlung von der Baugenossenschaft des Post- und Telegrafenpersonals München errichtet. Architekten waren Robert Vorhoelzer und Walther Schmidt. Die Planung erfolgte in Zusammenarbeit mit der Reichsforschungsgesellschaft für Wirtschaftlichkeit im Bau- und Wohnungswesen. Ziel dabei war die Erprobung unterschiedlicher Wohnungstypen unter den Gesichtspunkten der Akzeptanz und der Wirtschaftlichkeit. 
Erprobt werden sollten unterschiedliche Dachformen, Bauweisen von Außenwänden und Decken, außerdem unterschiedliche Materialien. In ansonsten gleichen Häusern wurden drei unterschiedliche Heizungssysteme installiert: Zentralheizung, Etagenheizung und Einzelöfen sollten hinsichtlich ihrer Wirtschaftlichkeit bezüglich Errichtung und Unterhalt sowie hinsichtlich des Bedienungskomforts verglichen werden. Ein Bericht der Forschungsgesellschaft erschien 1929.
Die Wohnungen wurden mit der Münchner Küche von Hanna Löv ausgestattet, die sich durch eine teilverglaste Wand auszeichnete, die sie vom Wohnraum trennte. Vier Musterwohnungen waren darüber hinaus mit Möbeln der Bayerischen Hausratshilfe eingerichtet, die als Beispiele für besonders praktische, preiswerte und schöne Einrichtung angesehen wurden; die Mieter dieser Wohnungen erhielten eine begleitende Beratung.
Heute steht die Siedlung, ein frühes und bedeutendes Beispiel der Postbauschule, unter Denkmalschutz.

## Bauten

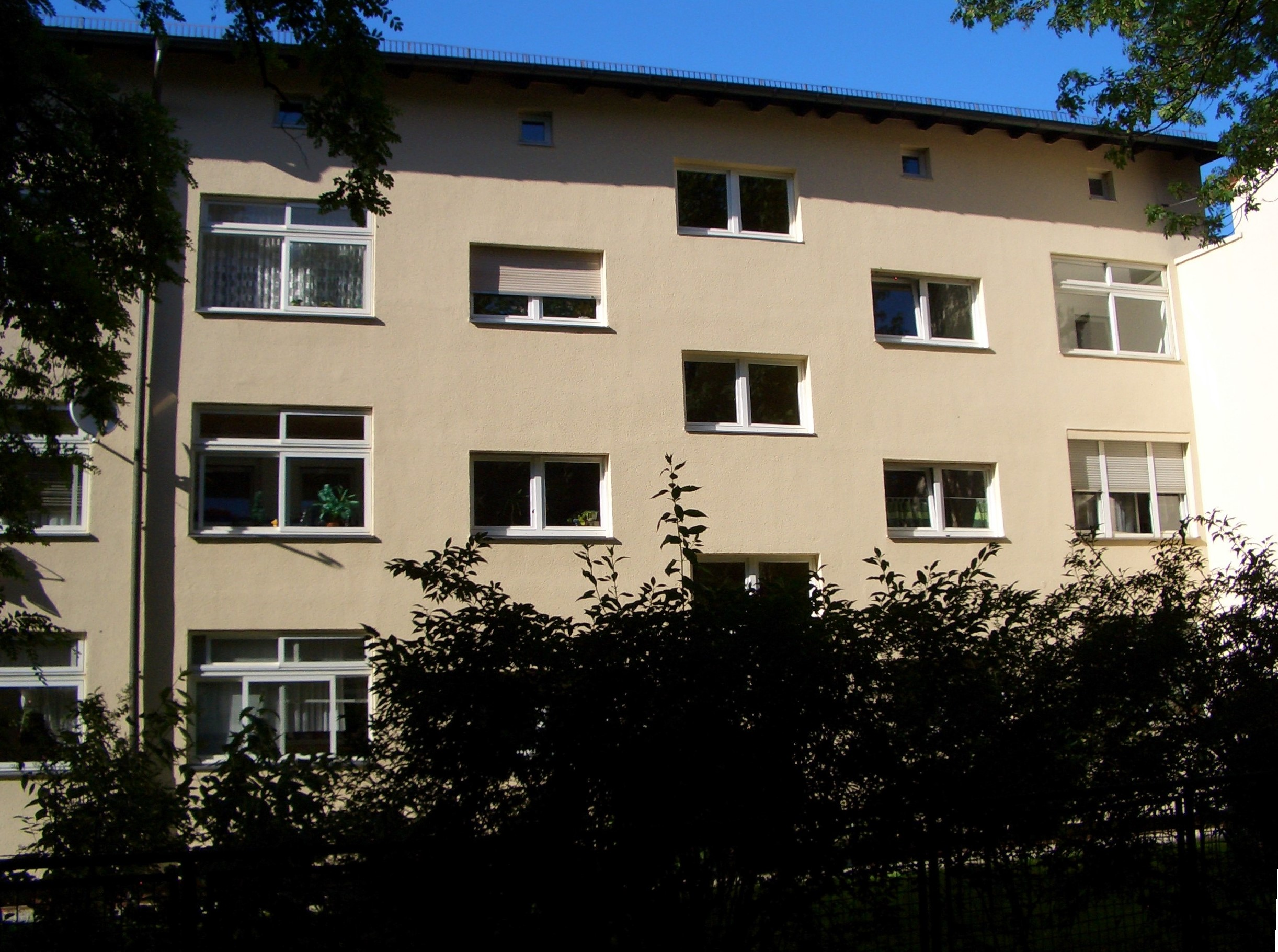
Häuserzeile im Süden

Die Bauten der Postversuchssiedlung gruppieren sich um einen großen angenähert quadratischen Innenhof. Im Norden, Westen und Osten wird die Siedlung durch einflügelige, langgestreckte Wohnblöcke begrenzt, im Süden eine vierflügelige Anlage. Innerhalb dieses Geviertes, das an zwei Ecken lediglich durch eingeschossige Ladengebäude verbunden ist, stehen an der West- und der Ostseite jeweils ein weiterer Wohnblock, parallel zu den Blöcken an der Außenseite. Die Anordnung der Gebäude sollte günstige Lichtverhältnisse gewährleisten.
Die Fassaden der Bauten im Stil der Neuen Sachlichkeit sind betont schlicht gehalten. Insgesamt wurden 326 Wohnungen in zwei Größen – zu 57 und zu 70 Quadratmetern – errichtet. Aus Gründen der Vergleichbarkeit sind die Grundrisse der sich von Osten nach Westen erstreckenden Blöcke die gleichen wie die der in Nord-Süd-Richtung liegenden, wodurch sich teilweise ungünstige Lichtverhältnisse ergeben.
Im entlang der nördlich verlaufenden Arnulfstraße gelegenen Block befinden sich Läden und die Hausverwaltung.